# Blandouet
Blandouet  foi uma comuna francesa na região administrativa da Pays de la Loire, no departamento de Mayenne. Estendia-se por uma área de 11,33 km². Em 2010 a comuna tinha 203 habitantes (densidade: 17,9 hab./km²).
Em 1 de janeiro de 2017, passou a formar parte da nova comuna de Blandouet-Saint Jean.